# Parafia Matki Bożej Bolesnej w Jarocinie
Parafia pw. Matki Bożej Bolesnej w Jarocinie – parafia rzymskokatolicka znajdująca się w diecezji sandomierskiej w dekanacie Ulanów. 
Kościół parafialny został wybudowany w latach 1911–1913 jako filialny parafii w Kurzynie. Samodzielność parafia uzyskała w roku 1927 pod wezwaniem św. Antoniego z Padwy. Obecnie parafia nosi wezwanie Matki Bożej Bolesnej. Parafia posiada akta parafialne od roku 1905.
Do parafii należą wierni z następujących miejscowości: Jarocin, Majdan Golczański, Szyperki (z kaplicą Narodzenia NMP) oraz Mostki z dwoma kaplicami w przysiółkach Nalepy (kaplica św. Judy Tadeusza) i w Wasilach (kaplica Przemienienia Pańskiego).